# Айван Томас
Айван Томас  (англ. Iwan Thomas, 5 січня 1974) — британський легкоатлет, олімпійський медаліст.

## Виступи на Олімпіадах
| Олімпіада    | Дисципліна              | Місце |
| ------------ | ----------------------- | ----- |
| Атланта 1996 | біг на 400 метрів       | 5     |
| Атланта 1996 | естафета 4 x 400 метрів | 2     |
| Сідней 2000  | естафета 4 x 400 метрів | 5     |